# Bonzie Colson
Bonzie Alexander Colson II (Washington, 12 gennaio 1996) è un cestista statunitense.

## Statistiche

### College
| Anno      | Squadra             | PG  | PT | MP   | TC%  | 3P%  | TL%  | RP   | AP  | PRP | SP  | PP   |
| --------- | ------------------- | --- | -- | ---- | ---- | ---- | ---- | ---- | --- | --- | --- | ---- |
| 2014-2015 | Notre Dame F. Irish | 32  | 1  | 12,1 | 59,5 | 14,3 | 75,4 | 2,7  | 0,4 | 0,6 | 0,7 | 5,6  |
| 2015-2016 | Notre Dame F. Irish | 36  | 24 | 25,3 | 53,2 | 33,3 | 77,4 | 6,7  | 0,9 | 0,9 | 1,0 | 11,1 |
| 2016-2017 | Notre Dame F. Irish | 36  | 36 | 32,1 | 52,6 | 43,3 | 78,3 | 10,1 | 1,6 | 1,1 | 1,4 | 17,8 |
| 2017-2018 | Notre Dame F. Irish | 21  | 21 | 32,4 | 50,3 | 29,3 | 76,1 | 10,1 | 0,9 | 1,7 | 2,2 | 19,7 |
| Carriera  | Carriera            | 125 | 82 | 25,1 | 52,8 | 35,0 | 77,2 | 7,2  | 1,0 | 1,0 | 1,2 | 13,1 |

### NBA

#### Regular season
| Anno      | Squadra         | PG | PT | MP   | TC%  | 3P%  | TL%  | RP  | AP  | PRP | SP  | PP  |
| --------- | --------------- | -- | -- | ---- | ---- | ---- | ---- | --- | --- | --- | --- | --- |
| 2018-2019 | Milwaukee Bucks | 8  | 2  | 12,3 | 33,3 | 23,8 | 88,9 | 3,8 | 0,4 | 0,6 | 0,1 | 4,9 |
| Carriera  | Carriera        | 8  | 2  | 12,3 | 33,3 | 23,8 | 88,9 | 3,8 | 0,4 | 0,6 | 0,1 | 4,9 |

### Eurolega
| Anno       | Squadra          | PG  | PT  | MP   | TC%  | 3P%  | TL%  | RP  | AP  | PRP | SP  | PP   |
| ---------- | ---------------- | --- | --- | ---- | ---- | ---- | ---- | --- | --- | --- | --- | ---- |
| 2022-2023  | Maccabi Tel Aviv | 39  | 31  | 26,1 | 50,6 | 37,6 | 77,5 | 5,6 | 0,6 | 1,3 | 0,7 | 10,7 |
| 2023-2024  | Maccabi Tel Aviv | 40  | 40  | 28,5 | 48,9 | 38,7 | 79,4 | 5,3 | 0,6 | 1,2 | 0,4 | 12,6 |
| 2024-2025† | Fenerbahçe       | 39  | 35  | 18,5 | 42,7 | 35,7 | 65,8 | 3,5 | 0,5 | 0,6 | 0,3 | 6,7  |
| Carriera   | Carriera         | 118 | 106 | 24,4 | 48,0 | 37,5 | 76,3 | 4,8 | 0,6 | 1,1 | 0,4 | 10,0 |

### Eurocup
| Anno      | Squadra     | PG | PT | MP   | TC%  | 3P%  | TL%  | RP  | AP  | PRP | SP  | PP   |
| --------- | ----------- | -- | -- | ---- | ---- | ---- | ---- | --- | --- | --- | --- | ---- |
| 2019-2020 | Darüşşafaka | 16 | 9  | 22,4 | 40,4 | 45,9 | 84,9 | 5,0 | 0,6 | 0,9 | 0,9 | 10,8 |
| Carriera  | Carriera    | 16 | 9  | 22,4 | 40,4 | 45,9 | 84,9 | 5,0 | 0,6 | 0,9 | 0,9 | 10,8 |

## Palmarès

### Squadra
- Campionato israeliano: 2

Maccabi Tel Aviv: 2022-2023, 2023-2024
- Campionato turco: 1

Fenerbahçe: 2024-2025
- Coppa di Turchia: 1

Fenerbahçe: 2025
- Coppa di Lega israeliana: 1

Maccabi Tel Aviv: 2022
- Eurolega: 1

Fenerbahçe: 2024-2025

### Individuale
- LNB Pro A MVP: 1

Strasburgo: 2020-2021
- Basketball Champions League MVP: 1

Strasburgo: 2020-2021
- Basketball Champions League Star Lineup: 1

Strasburgo: 2020-2021